# Sh2-137
Sh2-137 è una nebulosa a emissione visibile nella costellazione di Cefeo.
Si individua nella parte centrale della costellazione, poco a ovest della stella ξ Cephei; il periodo più indicato per la sua osservazione nel cielo serale ricade fra i mesi di luglio e dicembre ed è notevolmente facilitata per osservatori posti nelle regioni dell'emisfero boreale terrestre, dove si presenta circumpolare fino alle regioni temperate calde.
Data la sua distanza pari a circa 600 parsec (circa 1960 anni luce) e la sua posizione, si ritiene che questa nebulosa sia connessa con una grande struttura a bolla chiamata Cepheus Bubble, originata dall'esplosione di una supernova all'interno dell'associazione stellare Cepheus OB2. La ionizzazione dei suoi gas è generata dalla radiazione ultravioletta di almeno cinque stelle, le più importanti delle quali sono una gigante blu di classe spettrale O9.5II e la stella doppia HD 207198. In direzione di questa nebulosa sono state individuate due sorgenti di radiazione infrarossa, IRAS 21563+6330 e IRAS 21562+6338.